# Cheilosia ruffipes
Cheilosia ruffipes är en tvåvingeart som först beskrevs av Preyssler 1793.  Cheilosia ruffipes ingår i släktet örtblomflugor, och familjen blomflugor. Inga underarter finns listade i Catalogue of Life.